# بنی ونوتا
بـِـنِـی ونوتا (انگلیسی: Benay Venuta؛ ‏ ۲۷ ژانویهٔ ۱۹۱۰ – ۱ سپتامبر ۱۹۹۵) بازیگر، خواننده، هنرمند رقص و مجری رادیو اهل ایالات متحده آمریکا بود. پدر او انگلیسی و مادرش سوئیسی-ایتالیایی بود.
از فیلم‌ها یا برنامه‌های تلویزیونی که وی در آن نقش داشته است، می‌توان به آنی تفنگت را می‌گیرد و گلوله‌ها بر فراز برادوی اشاره کرد.